# نیروگاه هسته‌ای نووورونژ
نیروگاه هسته‌ای نووورونژ (به لاتین: Novovoronezh Nuclear Power Plant) یک نیروگاه هسته‌ای در روسیه است که در نووورونژ واقع شده‌است.